# Julien Falchero
Julien Falchero (Valence, 2 de março de 1997) é um automobilista francês.

## Carreira

### GP3 Series
Em dezembro de 2016, Falchero participou dos testes de pós-temporada com a equipe Campos Racing. Ele foi contratado para a equipe no mês seguinte para a disputa da temporada de 2017 da GP3 Series. Para a disputa da temporada de 2018, ele se transferiu para a Arden International.